# Habronyx victorianus
Habronyx victorianus är en stekelart som först beskrevs av Morley 1913. Habronyx victorianus ingår i släktet Habronyx, och familjen brokparasitsteklar. Inga underarter finns listade i Catalogue of Life.